# Banksia aemula
Banksia aemula là một loài thực vật có hoa trong họ Quắn hoa. Loài này được R.Br. miêu tả khoa học đầu tiên năm 1811.
Đây là một loài cây thân mộc có thân hình ống, được từ Bundaberg phía nam Sydney trên bờ biển phía đông của Úc, nó là một loại cây bụi hoặc cây thẳng cao đến 8 m mọc ở khu vực đất cằn ven biển trên đất cát sâu, được gọi là Wallum. 
Đầu tiên được mô tả bởi các nhà thực vật học Robert Brown trong những năm đầu thế kỷ 19, nó có nguồn gốc biệt danh cụ thể của nó nghĩa là "tương tự" từ sự tương đồng của nó với Banksia serrata là loài có mối quan hệ chặt chẽ. Nó được biết đến nhiều năm ở New South Wales với danh pháp Banksia serratifolia, trái ngược với việc sử dụng của B. aemula nơi khác. Tuy nhiên, danh pháp cũ, ban đầu được đặt ra bởi Richard Anthony Salisbury, đã chứng minh hợp lệ, và Banksia aemula đã được phổ dụng như là tên khoa học chính xác từ năm 1981. Một loạt các động vật có vú, chim và động vật không xương thường đến ăn mật và giúp thụ phấn hoa loài này.